# Clarkson University

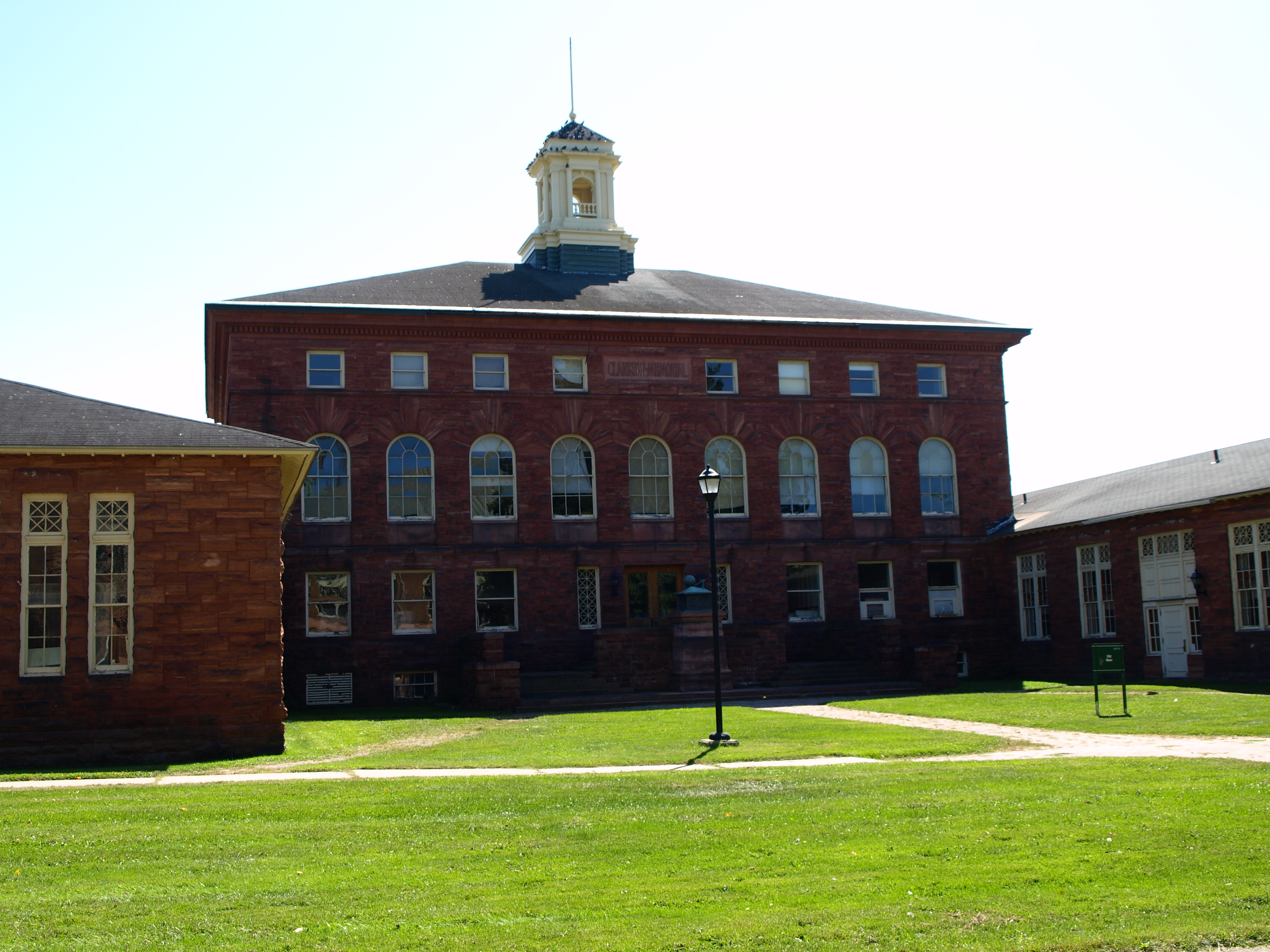
Das alte Hauptgebäude der Clarkson University

Die Clarkson University ist eine private Universität in Potsdam im US-Bundesstaat New York. Die Hochschule wurde 1896 gegründet und nach Thomas S. Clarkson benannt. Derzeit studieren hier rund 4.300 Studenten.
Die Clarkson University ist bekannt für ihre Spezialisierung auf Business- und Ingenieurausbildungen.

## Sport
Die Sportteams der Clarkson University sind die Golden Knights. Die Hochschule ist Mitglied in der National Collegiate Athletic Association (Division I).

## Bekannte Alumni
- Chris Bahen, Eishockeyspieler
- Konrad Bergmeister, Bauingenieur
- Mark Borowiecki, kanadischer Eishockeyspieler
- Bob Chiarelli, Politiker
- Chris Clark, Eishockeyspieler
- Erik Cole, Eishockeyspieler
- Craig Conroy, Eishockeyspieler
- Kent Huskins, Eishockeyspieler
- Randy Jones, Eishockeyspieler
- Jarmo Kekäläinen, finnischer Eishockeyspieler und -funktionär
- Craig Laughlin, Eishockeyspieler
- Todd Marchant, Eishockeyspieler
- Katherina Reiche, Politikerin
- Nico Sturm, deutscher Eishockeyspieler
- Dave Taylor, Eishockeyspieler
- Paul Tonko, Politiker
- Todd White, Eishockeyspieler